# Skalka (zahrada)

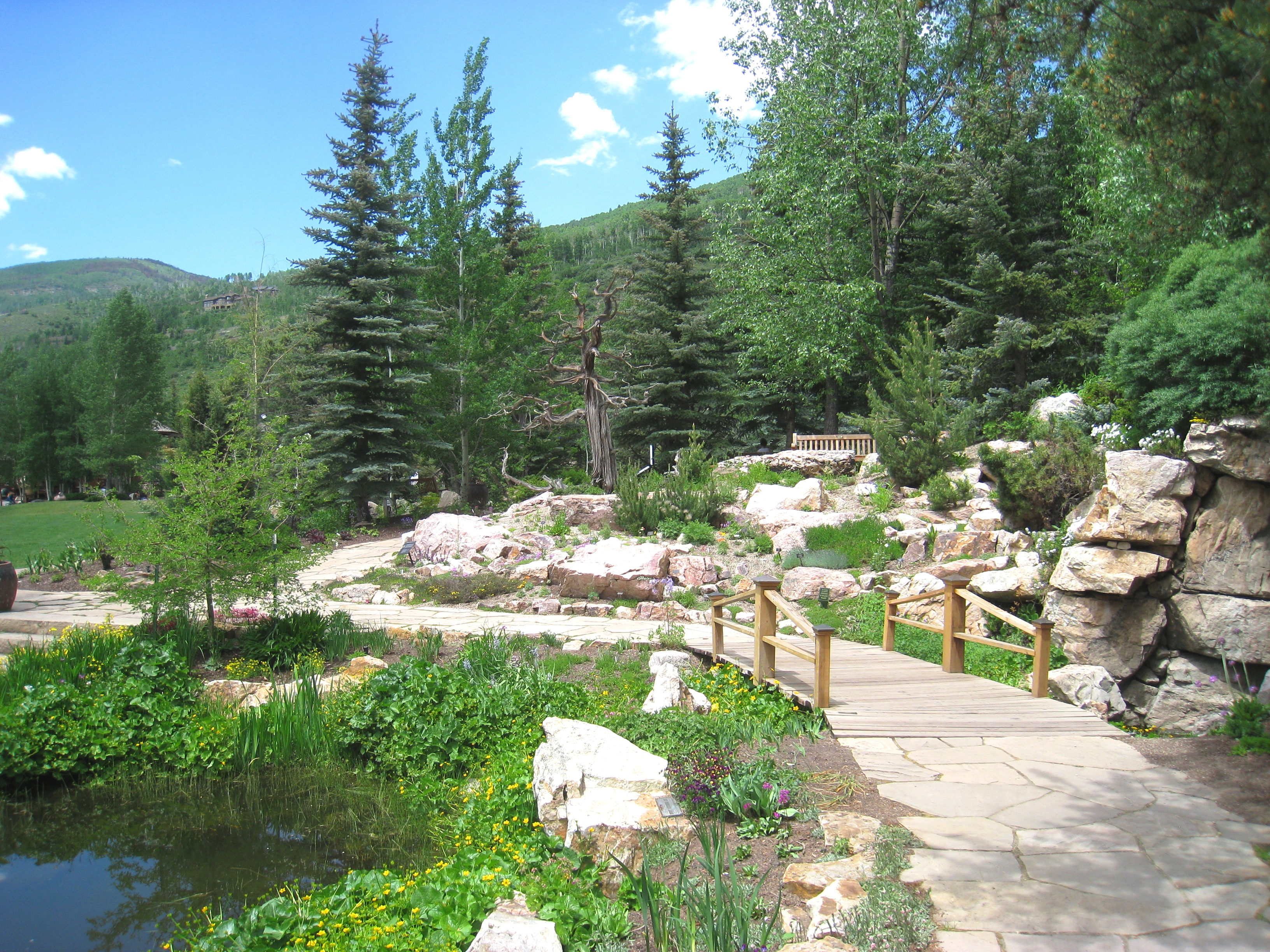
Skalka klasického typu, upravená přiměřeně v souladu s okolím, obsahující prvky vhodné velikosti, s vodními prvky i rostlinami na odpovídajícím místě. Colorado, USA

Skalka (též alpinum) je část pozemku v zahradě, nebo parku. Je prvek zahradní architektury používaný v sadovnické tvorbě. Charakterem úpravy a výsadby napodobují část horské nebo skalní přirozené kompozice. Někdy jsou součástí doplňky evokující stepní krajinu, vřesoviště, rašeliniště, menší vodní plochy nebo vodního toku. Skalku není možné vytvořit v každé parkové úpravě, nebo slohu. Skalka není záhon s kameny. V nevhodném prostředí působí skalka rušivě a je projevem nevkusu. Nevhodným umístěním a úpravou skalky lze snadno znehodnotil jinak dobře upravenou zahradu. Ačkoliv je skalka velmi náročná na vkus a znalosti architekta, většímu rozšíření skalek brání především náročná údržba.

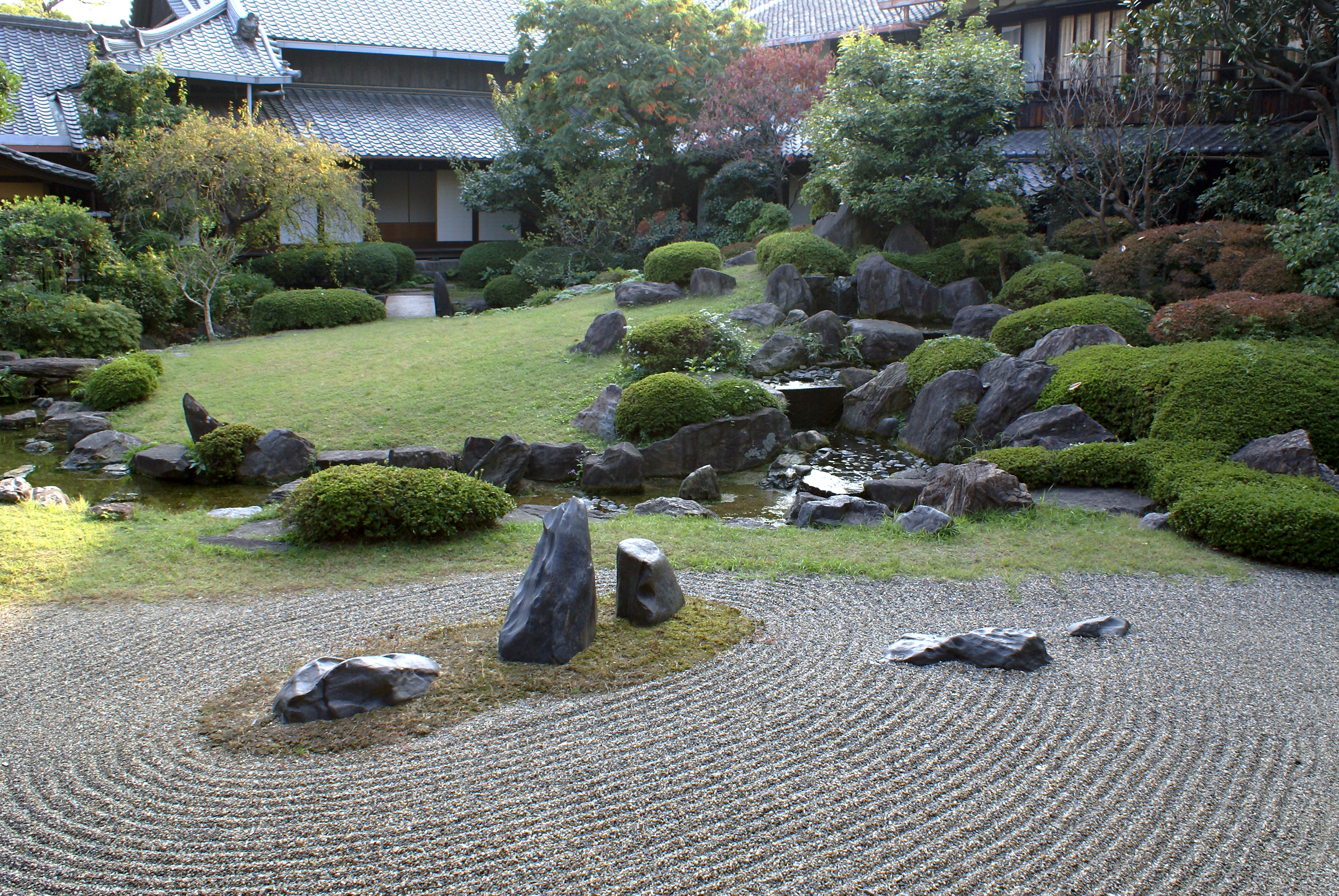
Japonská zahrada v Ósace, Japonsko, velmi vhodně upravená skalka s nízkými dřevinami, kameny v písku (moře) použité jako mystické zpodobnění ostrovů

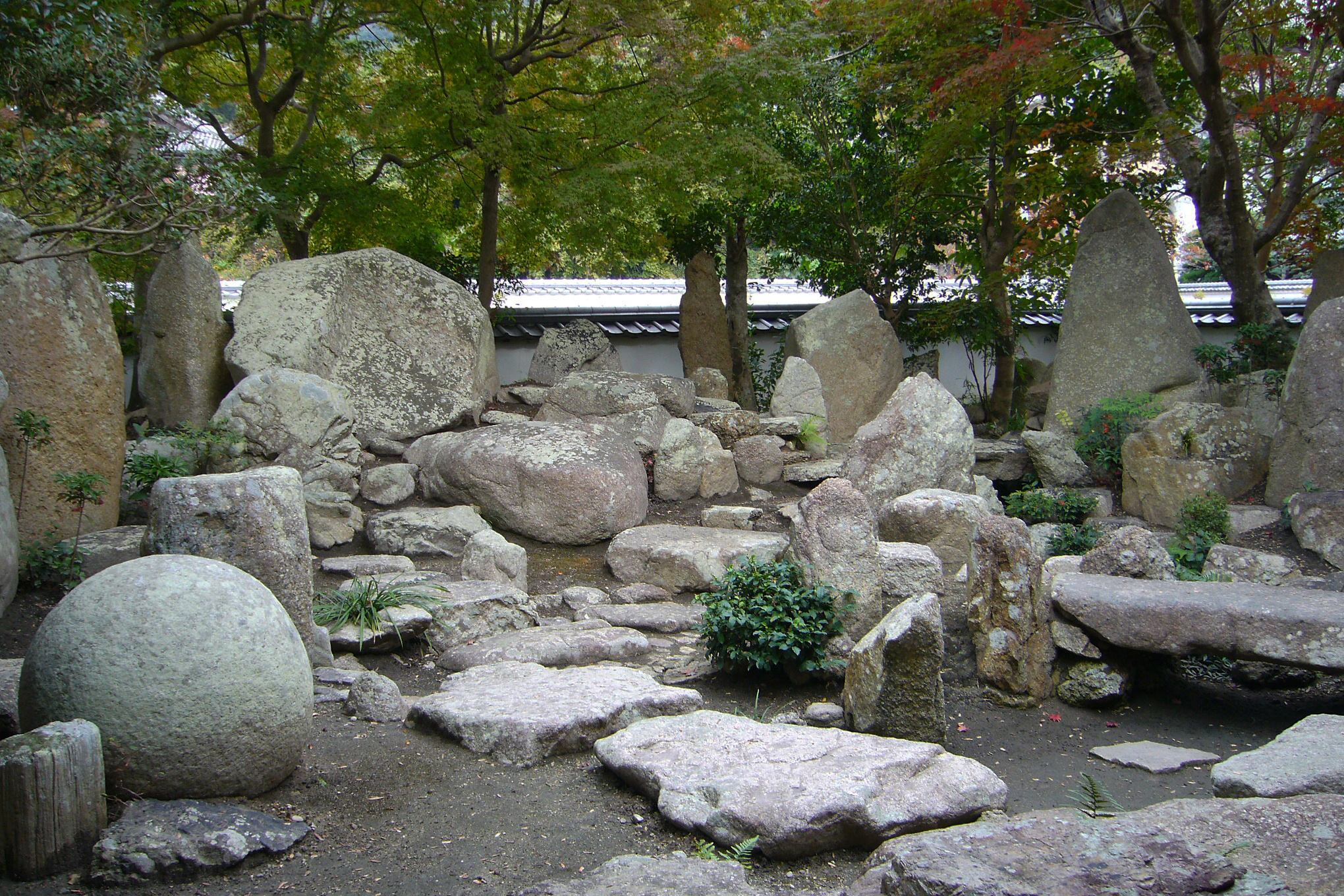
Skalka v Kóbe, Japonsko. Množství, tvar a velikost i rozsah kamenných prvků má svůj význam jako umělecký projev, kompozici nelze vnímat jako zahradní architekturu

## Historie
Styl klasické čínské zahrady zahrnuje skalky a přírodní kompozice s kameny. Lze odvodit že zde jsou pravděpodobné kořeny tvorby skalek. Čínské a japonské zahrady se skalkami dosáhly v Evropě velké popularity na konci 19. století. Čínské a japonské zahrady a jejich skalky se nicméně dosti liší od dnešních skalek, především podstatou estetického působení a výzdobou. Nachází se zde obvykle nanejvýše dřeviny a kameny jsou samostatným artefaktem, mystickým prvkem znázorňujícím hory, ostrovy, jsou estetické samy o sobě, nebo jsou použity jako přírodní skulptury v kompozici. S rozvojem turistiky ve společnosti v tomto období také obyvatelé více cestovali do velehor. Turisté vykopávali a přiváželi zpět některé z vzácných ale i choulostivých alpských rostlin, s kterými se na horských hřebenech setkali. Tyto rostliny jsou právě základem výzdoby dnešních skalek.
Prvními z moderních skalek, byly práce Williama Robinsona (1838–1935). Nejslavnějším praktikantem v tomto směru byl však Reginald Farrer (1880–1920), výstřední a vynikající zahradník, který byl nejcharismatičtějším a nejpopulárnějším spisovatelem o zahradnictví v Edwardiánské Anglii. Přestože Umění tvorby skalek nabylo zcela nové úrovně v posledních desetiletích díky pokrokům ve vědě a inovacím v zahradnictví a štěrbinové skalce v Anglii a České republice.

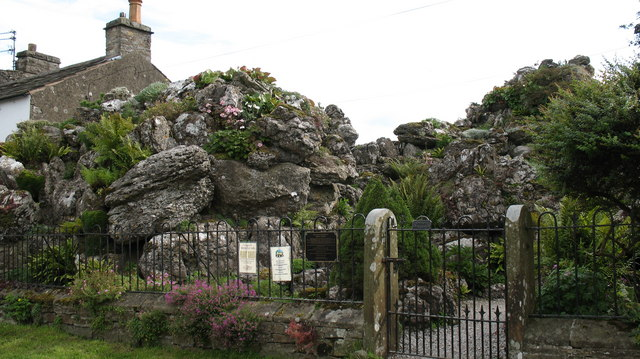
Fantastická zahrada v Aysgarth (Velká Británie). Tato unikátní skalka byla vytvořena kolem roku 1906 místním obyvatelem

## Kompozice
Stejně jako není hudba proudem tónů, malba pouhou záplavou barevných skvrn, není skalka pouhou hromadou kamenů, jakkoliv jednotlivě zajímavých anebo ohromujících množstvím, tvary anebo velikostí. Skalka není mineralogickou sbírkou a neměla by být pouze sbírkou rostlin. „ …není, …žádná chyba běžnější než pokus nahradit rozsahem krásu… Vytvoření hmoty, která prokazuje zaujetí člověka pro obdiv k čemukoliv, co je obrovské nebo ohromující.“ H. Repton  Prvním pravidlem tvorby je podle H. Reptona přiměřenost „…, neboli řádné přizpůsobování několika částí k celku, a ten celek k charakteru, situaci a okolnostem místa a jeho vlastníka.“

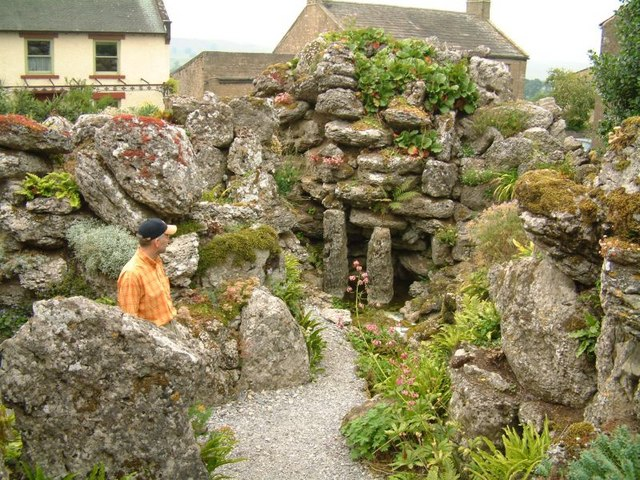
Fantastická zahrada v Aysgarth, skalka

Zcela vhodně lze vztáhnout na tvorbu skalky Aristotelovu poznámku v Metafysice: „Celek je více než souhrn jeho částí.“ Základním kritériem hodnocením zahradnického díla, skalky, tak není množství, exotičnost rostlin nebo kamenů, ba ani barevnost květů, ale její zapojení do okolí, nenásilná elegance a její přirozený, zdánlivě zcela původní vzhled. Má li skalka splňovat funkci ozdoby pro potěchu oka návštěvníka, je žádoucí pracovat v souladu s pravidly sadovnické tvorby.
Už v roce 1899 píše F. A. Waugh v knize Lanscape gardening "... obecnou zásadou, kterou je třeba nejvíce zdůraznit je, že nic nebude chránit skalku před odsudkem jestliže se nejeví přirozená svému okolí. Může být dodáno, že to pravé okolí není snadno zajištěno, protože malé, ploché předzahrádky na městském pozemku nemohou nikdy vytvořit asociace, které by ospravedlnily skalku. Když je hromada kamenů umístěna pečlivě uprostřed zastřiženého trávníku, musí být evidentní i většině nevidomých pozorovatelů, že přirozenost je ztracena."

## Používané materiály

### Terén, poloha a kameny
Skalka je zahradní úprava, která je obvykle založená na svahu, kopcovitém nebo zvlněném terénu, anebo vyvýšeném místě v místech více vzdálených od budov, nebo oddělených porosty dřevin. Skalky se nacházejí obvykle na světlých místech, neboť na místech zastíněných stromy obvykle nelze využít vhodné rostliny, časté je však mírné zastínění části. Skalničky rostou nejlépe na východním a obstojně i na západním a severním svahu. Na jižních svazích se v našich běžných podmínkách udrží jen nenáročné rostliny, které snášejí velké teplotní změny a nízkou vlhkost vzduchu.

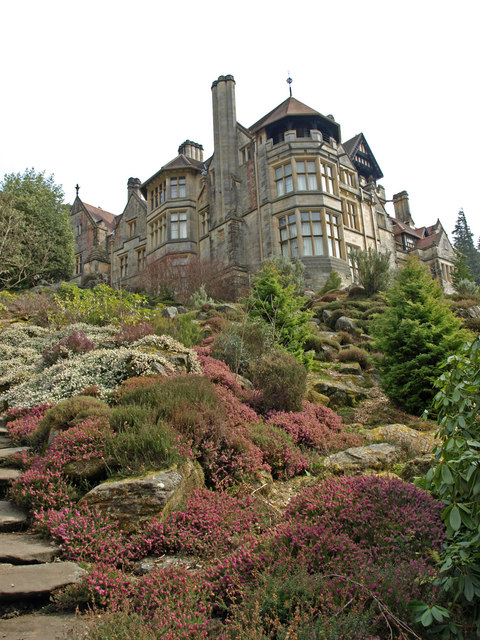
Vhodná kompozice skalky na svahu. Důležitější je příjemný výraz celku než jediný impozantní detail

Při její konstrukci je obvykle použit umělý, nebo přírodní kámen a štěrk. Pokud má skalka evokoval přírodní krajinu a vyvolat libé pocity, jsou materiály v souladu jak logickém tak estetickém. Je zásadou celou skalku stavět z jednoho druhu kamene. Štěrk a velké kusy jen zcela výjimečně bývají z různých druhů horniny a pokud ano, je zcela dbát na přirozenost kombinace. Obvykle je použitý kámen horninou s nenápadnou přirozenou barvou a strukturou, v přirozených tvarech. Je doporučován místní kámen, typický pro oblast, v níž se skalka buduje, přirozeně zvětralý, ideální kámen je již porostlý mechorosty a lišejníky. Kameny v obvyklé skalce jsou uloženy v přirozených nenápadných polohách, tedy větší plochou na terénu, těžištěm níž, nejlépe pod povrchem. Kameny mají být v ideálním případě částečně zapuštěné v terénu, zdánlivě vystupující z podkladu. Kusy kamene se ve skalce obvykle mají nacházet v přirozených skupinách, nikoliv jako by vystavené po jednom, ani v jiným nepřirozeným způsobem. Nepřirozeně působící úpravy jsou rušivé. Nejen struktura a barva ale i velikost použité horniny je velice důležitá v poměru k velikosti upravované plochy a celkové kompozici. Je nezbytné znát i pH, případně minerální složení použité horniny. Některé rostliny preferují kyselé půdy a jsou tzv. vápnobojné. Použití nevhodné horniny by mohlo zcela ovlivnit jejich růst. Podobně je celkem nevhodný do skalky např. hadec, jakkoliv je součástí místního podloží. Půdy na vápencích i na žulových substrátech s větším obsahem živců mají alkalickou reakci a vyhovují silně vápnomilným alpínkám (např. protěž, řeřuška, koulenka, zvonek, huseník, prvosenka, aurikule, lomikámen, šáter, mochna apod.).

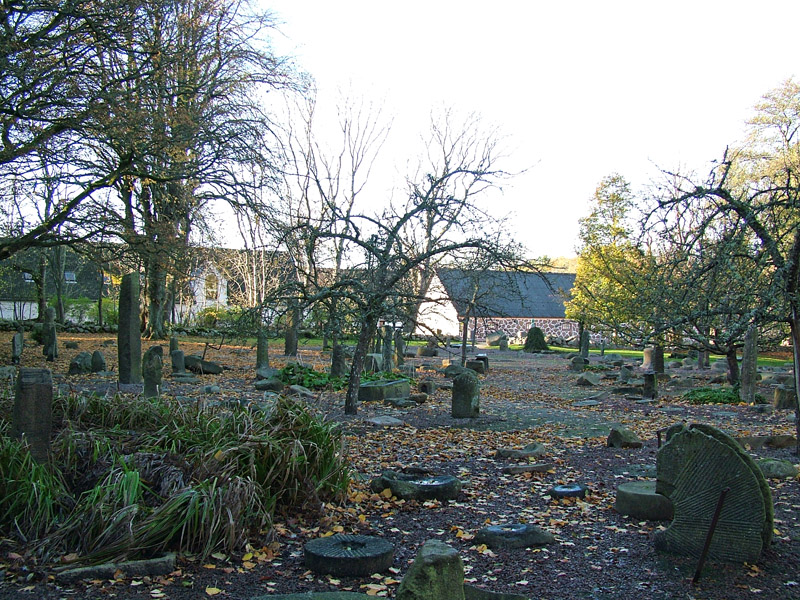
Zahrada s kamennými plastikami

Kameny mají ve skalce dvojí účel — estetický a funkční. Vhodným výběrem a uložením kamenů se vždy snažíme napodobit přirozené prostředí a vytvářet harmonický doplněk pěstovaných rostlin. Většina ze skalniček by rostla stejně dobře, ne-li dokonce lépe, ve vhodné půdě na normálním záhonku. Kámen ve skalce má zabránit splavování půdy a pomocí kamenů jsou vytvářena vhodná místa pro výsadbu rostlin, které jimi budou upevněny a omezovány. Správně umístěné kameny zadržují část vláhy a poskytují rostlinám částečný stín.
Je doporučováno skalky stylizovat v rovině mírným zvlněním terénu. Avšak je nezbytné dbát na vhodnost a přiměřenost takového postupu, zejména vhodného okolí. Již zahradní architekt v osmnáctém století H. Repton se vysmívá skalkám založeným na rovině jako hromadám kamenné suti uprostřed zeleného dokonale střiženého trávníku. Necitlivé úpravy mohou snad jen povzbudit narážky na těžký úděl místních krtků. Ovšem vhodně upravené, i zcela ploché skalky s přiměřenou velikostí a uložením kamenných prvků mohou působit přirozeně, esteticky, ačkoliv podle některých názorů skalky na rovině nemají opodstatnění a působí rušivě, nepřirozeně. Skalka nemusí, nebývá a neměla by být, zcela pokrytá kameny, ačkoliv na menší části velké úpravy lze vhodně napodobit suťové pole, nebo kamenné moře. Je třeba kameny uspořádat a některé části nechat i zcela volné.
Pro lepší přístupnost a obslužnost skalky se na velkých úpravách zřizují kamenné pěšiny, šlapáky, či terénní schodiště z kamenů nebo stupňů, podle záměru. Bludné balvany mohou být na vhodném místě velice výrazné. Velké kamenné objekty velmi oblíbené megalomany nemusí působit vhodně zejména v malých úpravách, navíc obvykle bývají vystaveny vztyčeny vzhůru ve stylu menhirů.
Výjimkou od zavedených zásad skalky jsou také umělecké úpravy, které jsou více interaktivním a akčním uměním (založeným na instalaci), nebo happeningem jenž má cíl vykřiknout hluboké poselství, oslnit, upozornit, takové instalace nejsou zahradní úpravou podle pravidel. Podobná umělecká díla existují, jejich hodnota leží v rovině uměleckého poselství. Taková úprava však není skalkou, skalka má vytvořit příjemné prostředí, nikoliv křičet do okolí. Rozhodnutí použít ve skalce málo přirozený a výrazný prvek, je srovnatelné s nápadem postavit si v ložnici maják s mlžnou sirénou. Podobně obvykle působí i výrazně barevně štěrky, antuka, barvené písky, barvené mulče či kusy barevného skla. Vždy je třeba mít na mysli, že kameny jsou také jen jednou ze součástí skalky a že mají tvořit především stanoviště rostlin a příjemné pozadí jejich krásy.

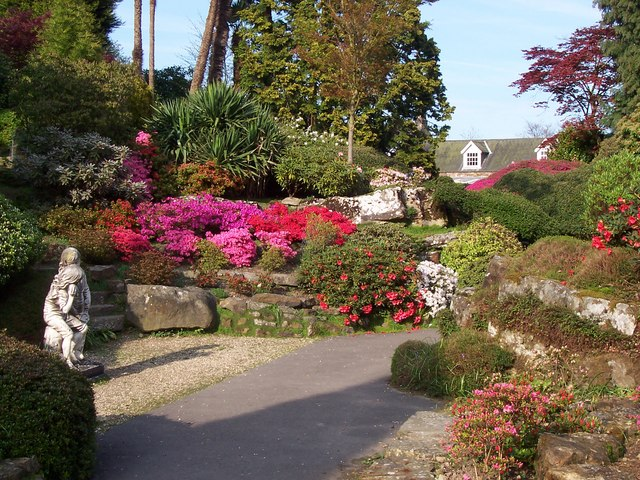
Skalka s azalkami
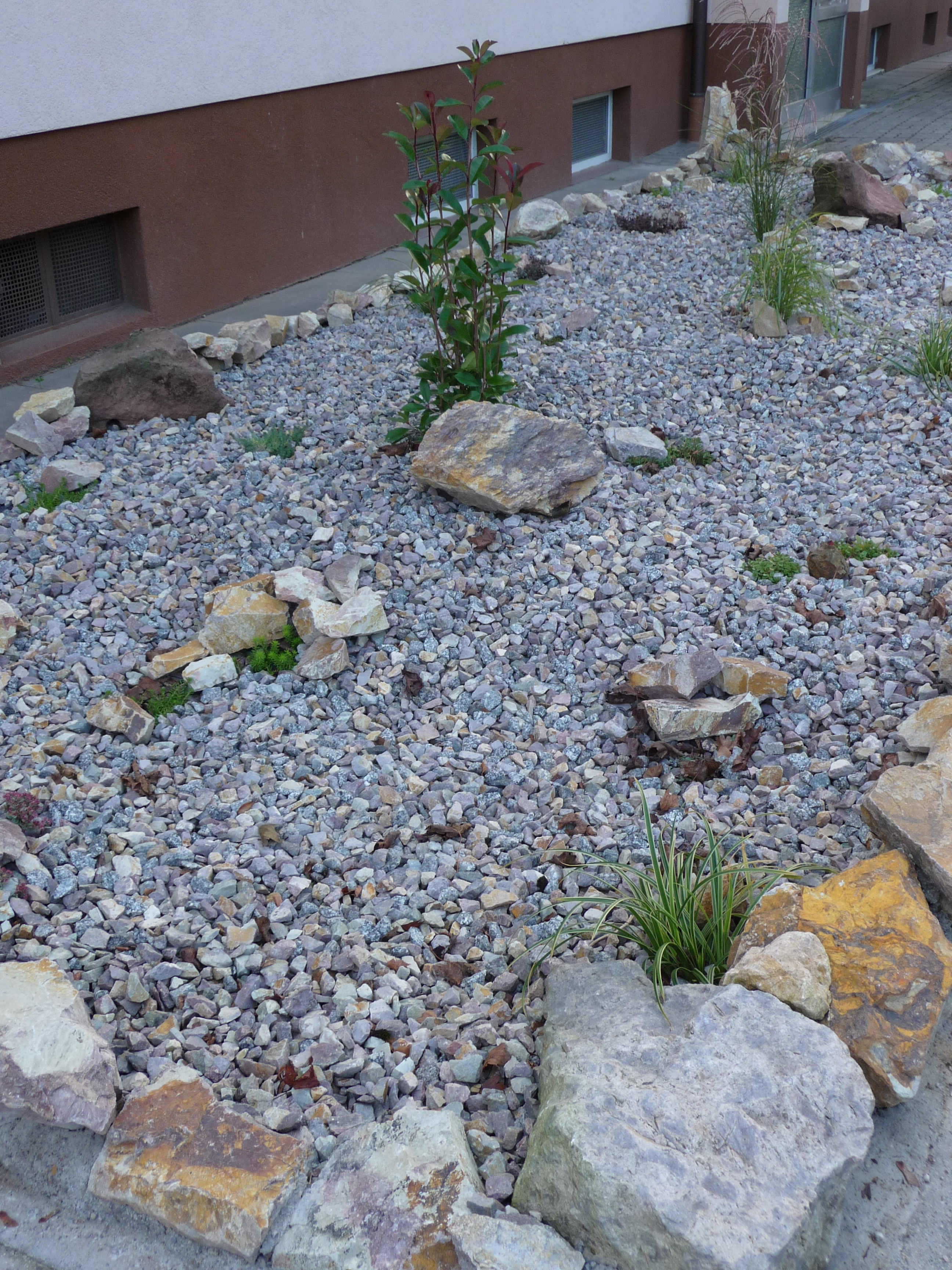
Záhon s kameny není skalka
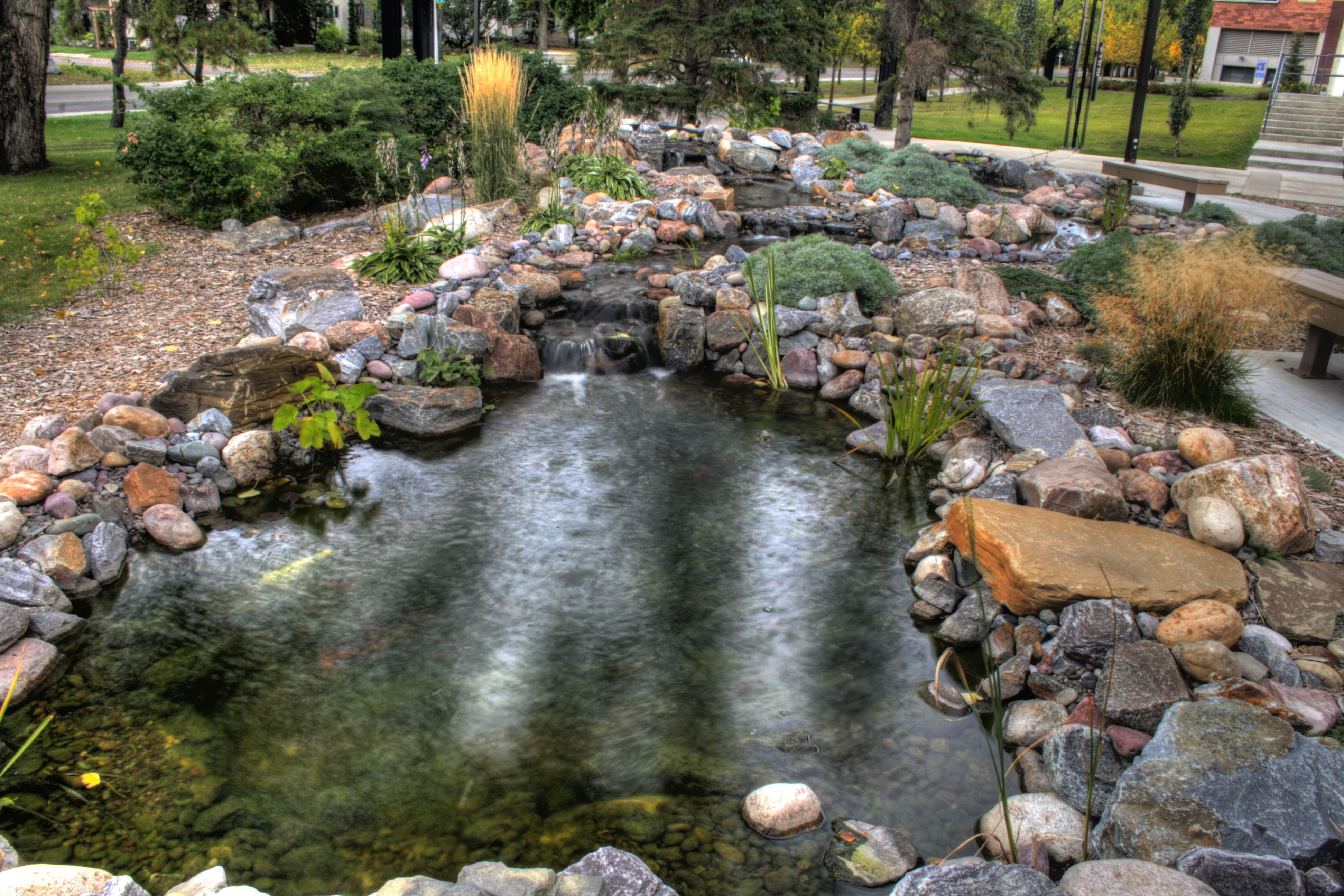
Výsadba napodobující skalku z barevných kamenů s vodní plochou (Kanada)
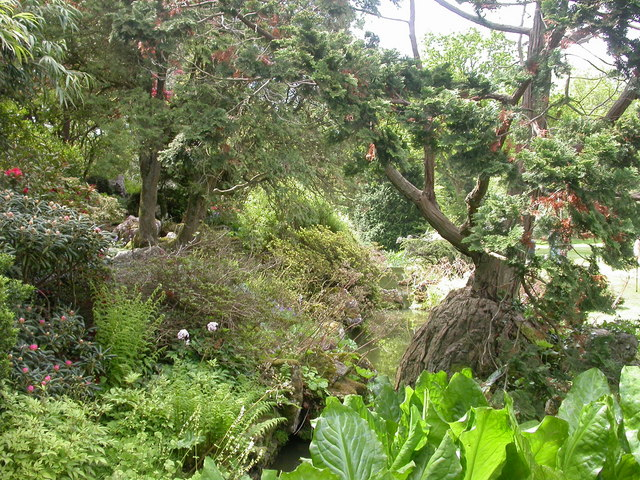
Hinton Admiral, Purbeck skalka založená kolem roku 1900

### Substrát pro výsadbu
Půda se musí připravit podle plánu výsadby. Čím druhově bohatší má být výsadba, tím pečlivěji se musí připravit substrát. Pro rostliny ze skalních a suťových poloh výhradně minerální substrát. Vhodnou směs zeminy pro většinu skalniček lze namíchat asi z 1/2 až ze 3/4 písku, drti a zcela humózní zeminy s nízkou až neutrální pH. Pro zlepšení se přidává někdy také hrubší rašelina. Rašelina s pískem je vhodná pro acidofilní rostliny a kapradiny.

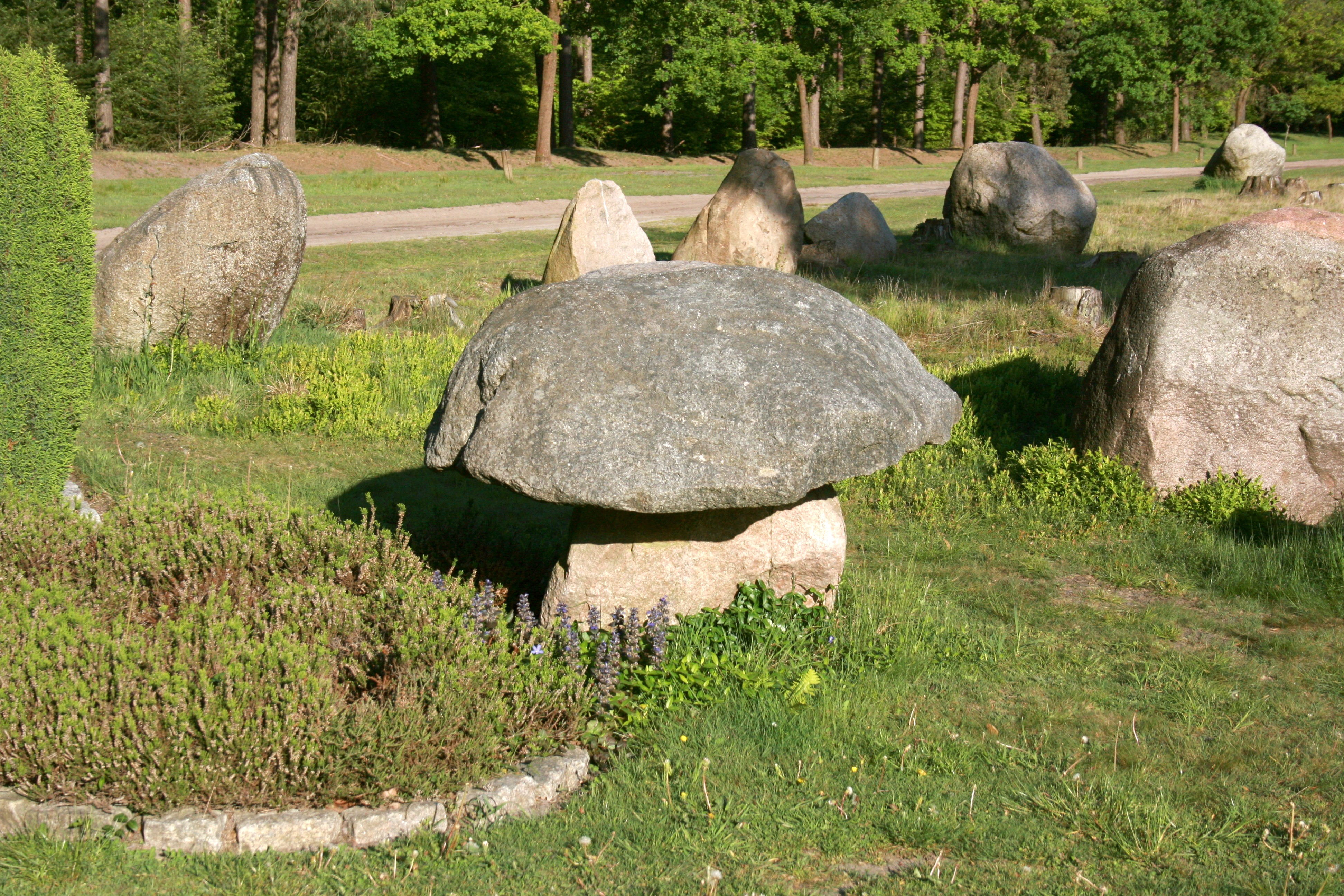
Skalka v Neuenkirchen, Německo
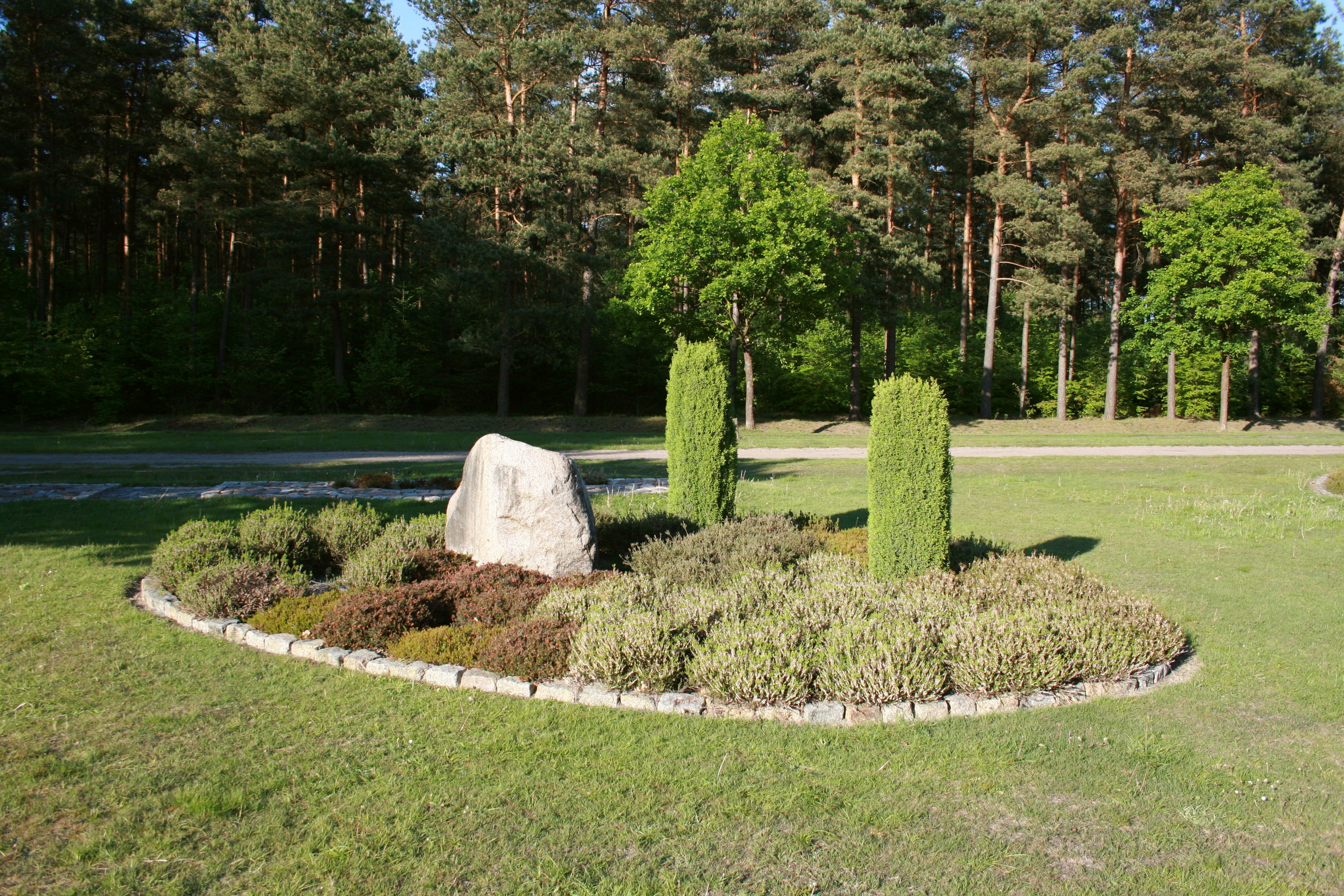
Skalka na rovině v Neuenkirchen
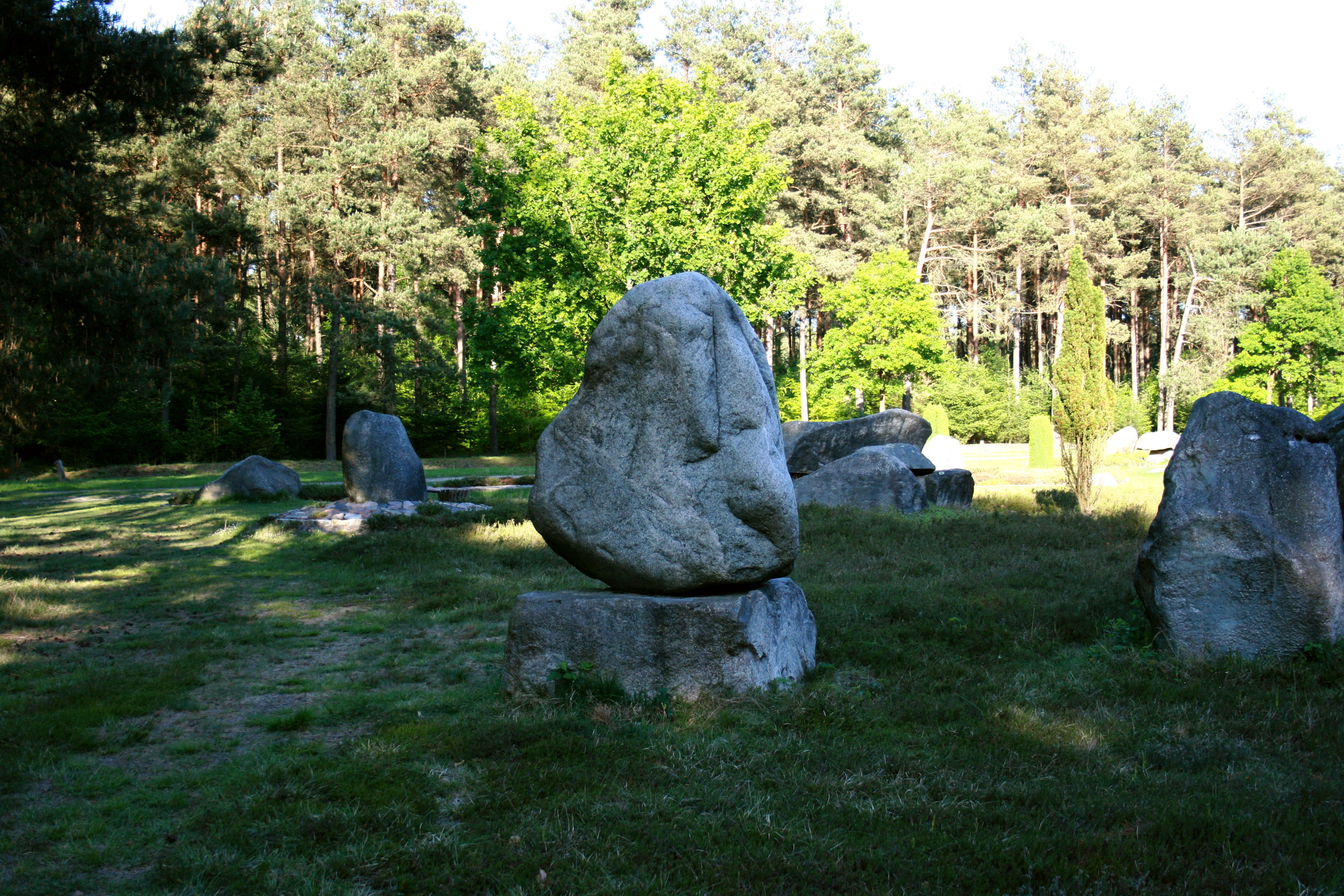
Viklany v Neuenkirchen
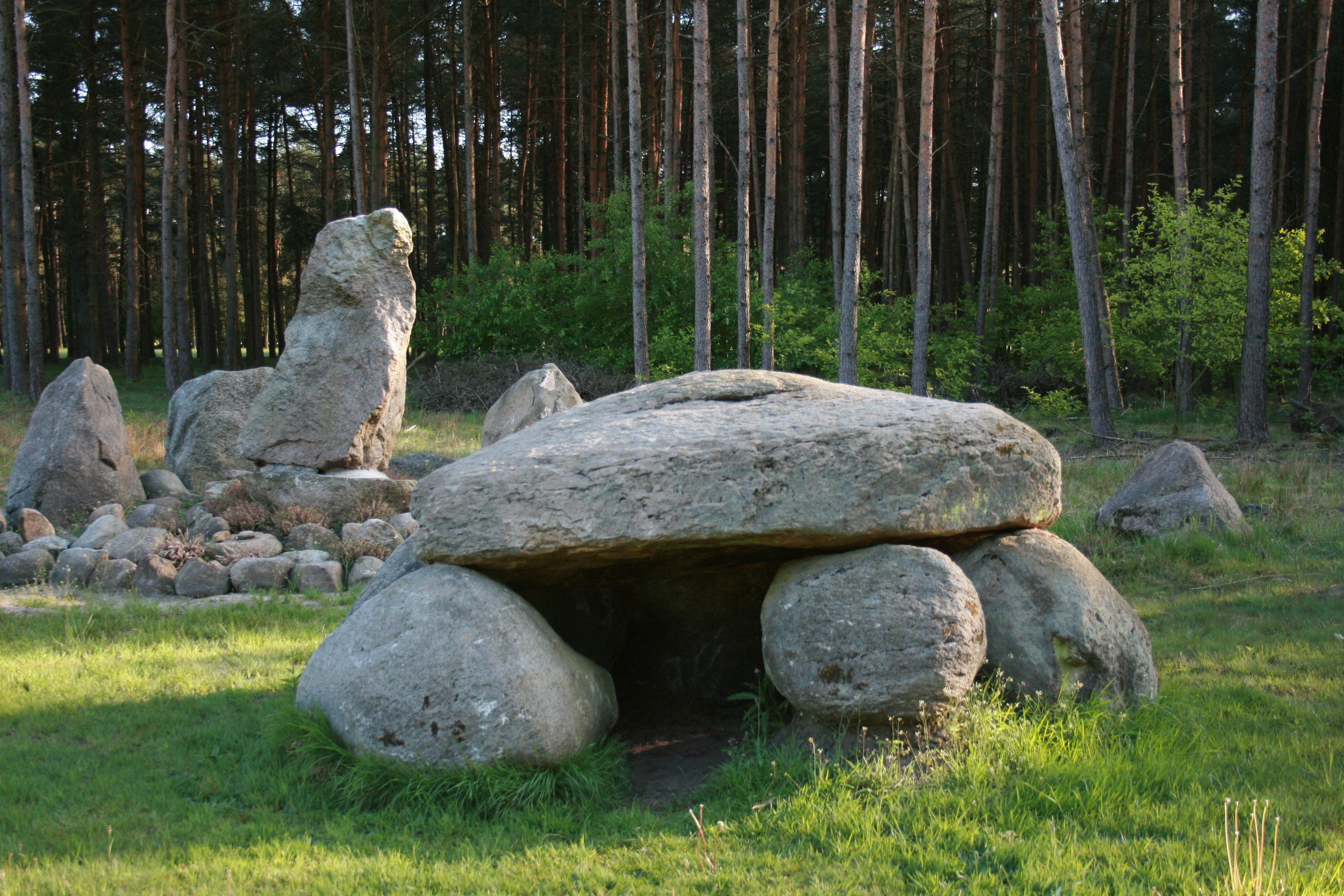
Skalka v Neuenkirchen
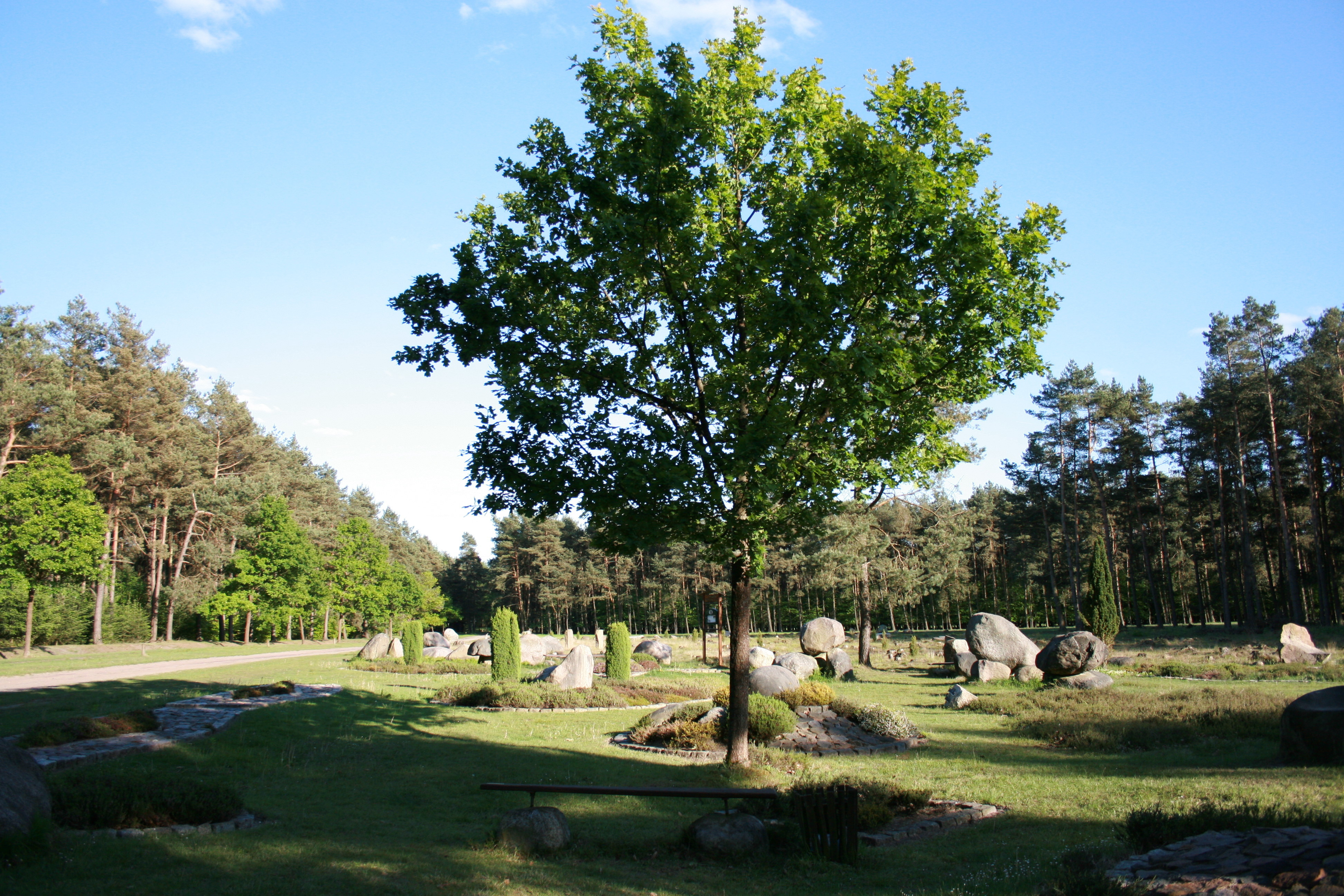
Skalka v Neuenkirchen, celkový pohled

### Rostlinstvo
Důležitou součástí této zahradní úpravy jsou skalničky (alpínky). Skalničky jsou běžné i vzácné, domácí, vyšlechtěné i cizokrajné byliny. Vyšlechtěné kultivary obvykle bývají vhodnější než původní druhy. Vysokohorské skalničky jsou nejchoulostivější, často špatně prospívají a hynou. Ideální pro většinu výsadeb jsou druhy pocházející z hor a podhůří. Byliny rostoucí na pahorcích a nížinných skalách se vyznačují nenáročností a snášejí i jižní svahy.
Obvykle jsou to málo vzrůstné víceleté byliny, vhodné pro takovou výsadbu skalky, která je plánována. Součástí porostu skalky však nebývají jen skalničky, ale i trvalky, traviny, sukulenty a dřeviny. Výběr dřevin se řídí především rozměry upravované plochy a motivy (biotopy) jednotlivých částí, tedy uměleckým záměrem.
„Já důrazně soudím, že pěstování množství rostlin, ať už jsou jakkoliv kvalitní samy o sobě a jakkoliv rozsáhlý je jejich počet, netvoří zahradu, jen sbírku. Vlastnění rostlin,je ohromná věc, pokud jsou používány s pečlivým výběrem a určitým úmyslem. Pouhé vlastnictví, nebo výsadba rostlin netříděných v prostorách zahrady, je pouze jako vlastnění krabice barev od nejlepšího barvíře, nebo, abych šla o krok dál, je to jako mít části těchto barev připravených na paletě. To však nepředstavuje obraz“ Gertrude Jekkyll
Bohatý sortiment rostlin umožňuje vysázet velké množství druhů. Avšak zahrada nemá být sbírkou ale kompozicí rostlin. Jestliže dojem ze skalky bude rozmělněn spoustou sebekrásnějších skalniček, nevynikne jejich krása a celek bude působit dojmem zmatku. Je vhodné si dobře naplánovat výsadbu a použít vhodně a ve větším množství, méně druhů.

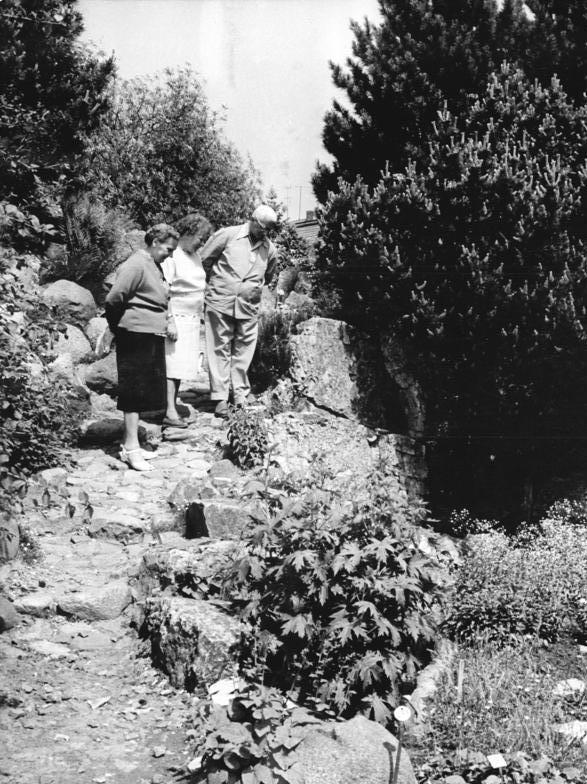
Skalka a skalničkáři

Dřeviny se na skalku a do jejího nejbližšího okolí vysazují nejdříve. Na výsadbu jsou používány dřeviny nízkého vzrůstu, nebo nízké kultivary ostatních dřevin. Rozmístění dřevin má působit dojmem přirozeného seskupení. Tyto porosty mají vytvářet jednotlivé dominanty nebo pozadí kompozice. Dřeviny vysázené u úpatí skalky mají být nízké, s většími listy a zdánlivě zvyšovat její výšku. Naopak dřeviny vysázené na vrcholku skalky naopak mají zdánlivě zvyšovat její výšku. U všech dřevin je důležité znát, jak budou vysoké nebo rozrostlé i po více letech a vhodně určit jejich umístění už ve fázi projektování. Tyto znalosti musí být zřejmé i u použitých kultivarů. Dřeviny nesmí konkurovat skalničkám a zastiňovat je. Vhodnými dřevinami jsou například kleč, jalovec, janovec, pěnišník, mamota, rojovník, kyhanka.
Skalničky, byliny vhodné pro výsadby skalek vyžadují většinou lehčí, propustnou půdu. Půda nemá být vyhnojená, zejména ne dusíkem, protože skalničky potom bujně rostou, ale málo kvetou. Skalka nemá být úplně zarostlá rostlinami.
Pro zastíněné partie jsou vhodné lesní rostliny. (např. dymnivka, sasanka, jaterník, plicník, konvalinka, kopytník, kapradiny, brčál, břečťan apod.). Pro jarní kvetení lze přidat drobné cibulnaté a hlíznaté květiny (např. puškinie, ladoničky, sněženky, bledule, modřence, ladoňky, snědky, česneky apod.). Na okraje, nebo do velkých ploch lze přimísit i vyšší rostliny (např. divizna, oměj, ostrožka, kokořík, máčka, náprstník, bolševník, orlíček, kapradiny, liliochvostec, okrasné trávy, vřes a podobně). Při výběru rostlin je vhodné umístit druhy podle stanoviště. Žádoucí součástí skalky bývá vřesovištní partie s acidofilními rostlinami. Vlhkomilné trvalky jsou atraktivní kolem vodních partií, ve vodě bažinné a vodní rostliny. Součástí skalky mohou být suché stanoviště vhodné pro xerofytní rostliny a traviny.

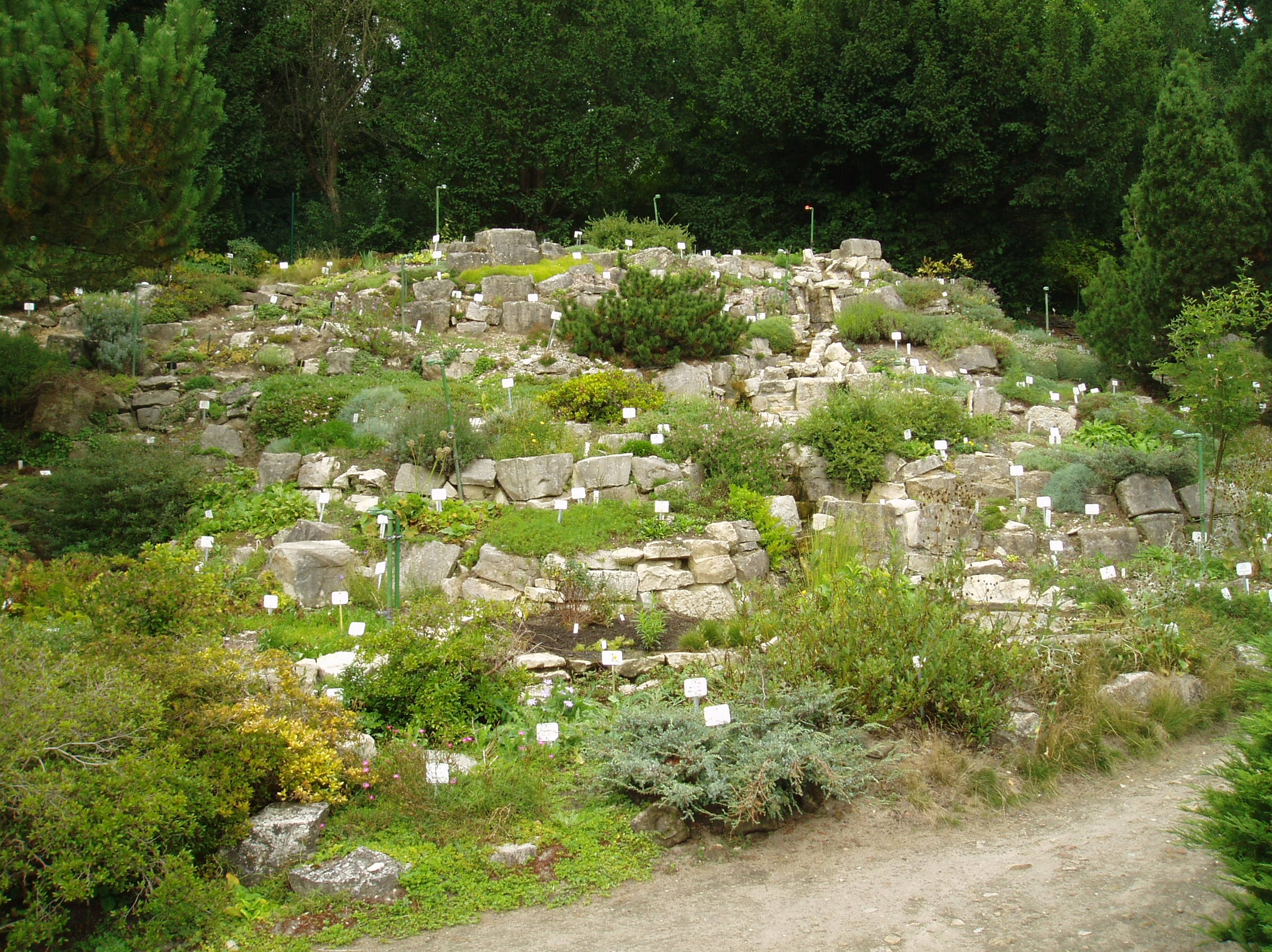
Alpinum, skalka v botanické zahradě „Paradiesgarten“, Postupim, Německo

## Údržba
K základnímu ošetření skalky po vysázení patří především pravidelné pletí, občasné opatrné nakypření půdy kolem rostlin, přiměřená zálivka a ochrana před mrazem. Ochrana před mrazem má být provedena nejlépe chvojím, aby se uchránily před holomrazy a zimním sluncem. U zálivky acidofilních rostlin je třeba obvykle používat upravenou vodu.
Zalévat je doporučeno ráno nebo večer, aby nedocházelo k prudkému ochlazení půdy a rostlin. Důležitější než voda v půdě je relativní vzdušná vlhkost, která se zvyšuje mlžením, Ke krátkodobému zvýšení vlhkosti v suchých horkých dnech přispívá zkropení kamenů a chodníků. Vlhkostní a teplotní poměry přímo ovlivňují kameny ve skalce, jejich množství, velikost a barva. Kameny intenzívně přijímají i vydávají teplo a zároveň se snadno navečer orosují.
Na jaře je na skalce třeba odstranit ochranu proti mrazu stařinu, upravit rostliny povytažené mrazem, doplnit půdu, přisypat zeminy, doplnit chybějící a odstranit přebytečné rostliny, upevnit uvolněné kameny.
Nejčastějším škůdcem rostlin ve skalce jsou mšice, dřepčíci a svilušky, největší škody však způsobují myši, krtci, slimáci, plži. Ptáci rozhrabávají skalky při hledání potravy (především kosi) a vytrhané skalničky a rostliny s obnaženými kořeny usychají. Údržba skalek je pracovně i odborně náročná a je třeba, aby alpínum měl na starosti stále stejný zahradník. Není-li předpoklad, že skalky a květinové zídky budou dobře ošetřovány, jsou prostředky vynaložené na jejich vybudování předem ztraceny.

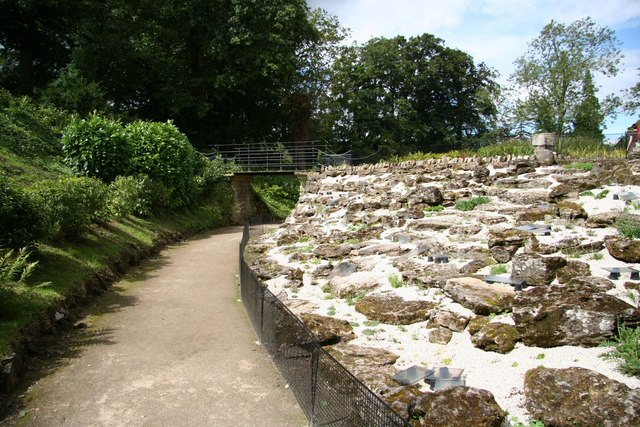
Použit nevhodný materiál.
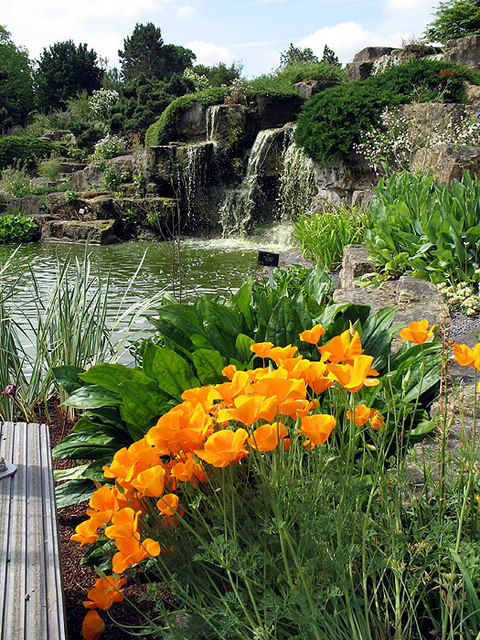
Skalka v botanické zahradě v Kew. Anglie.
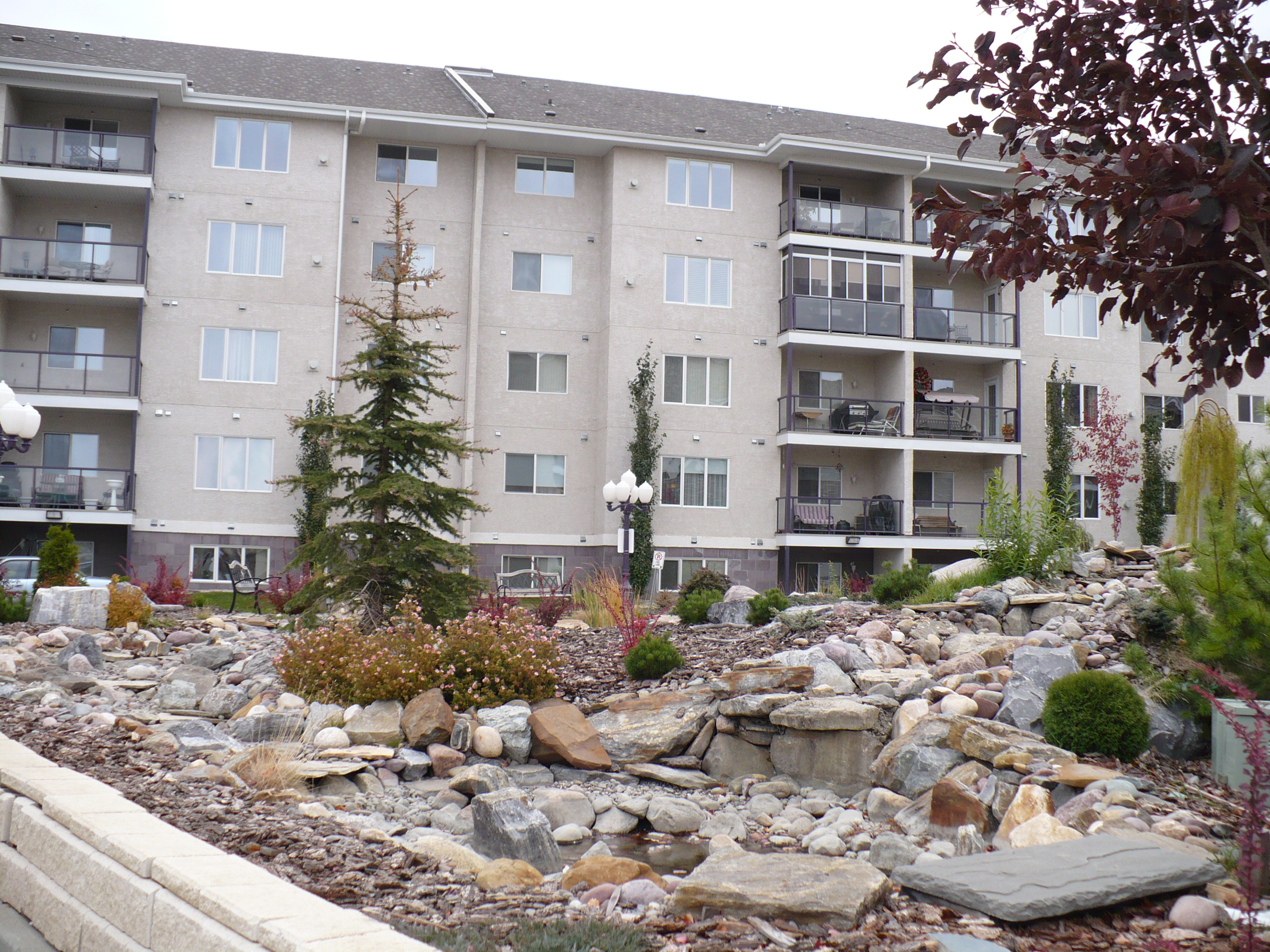
Edmonton, Kanada
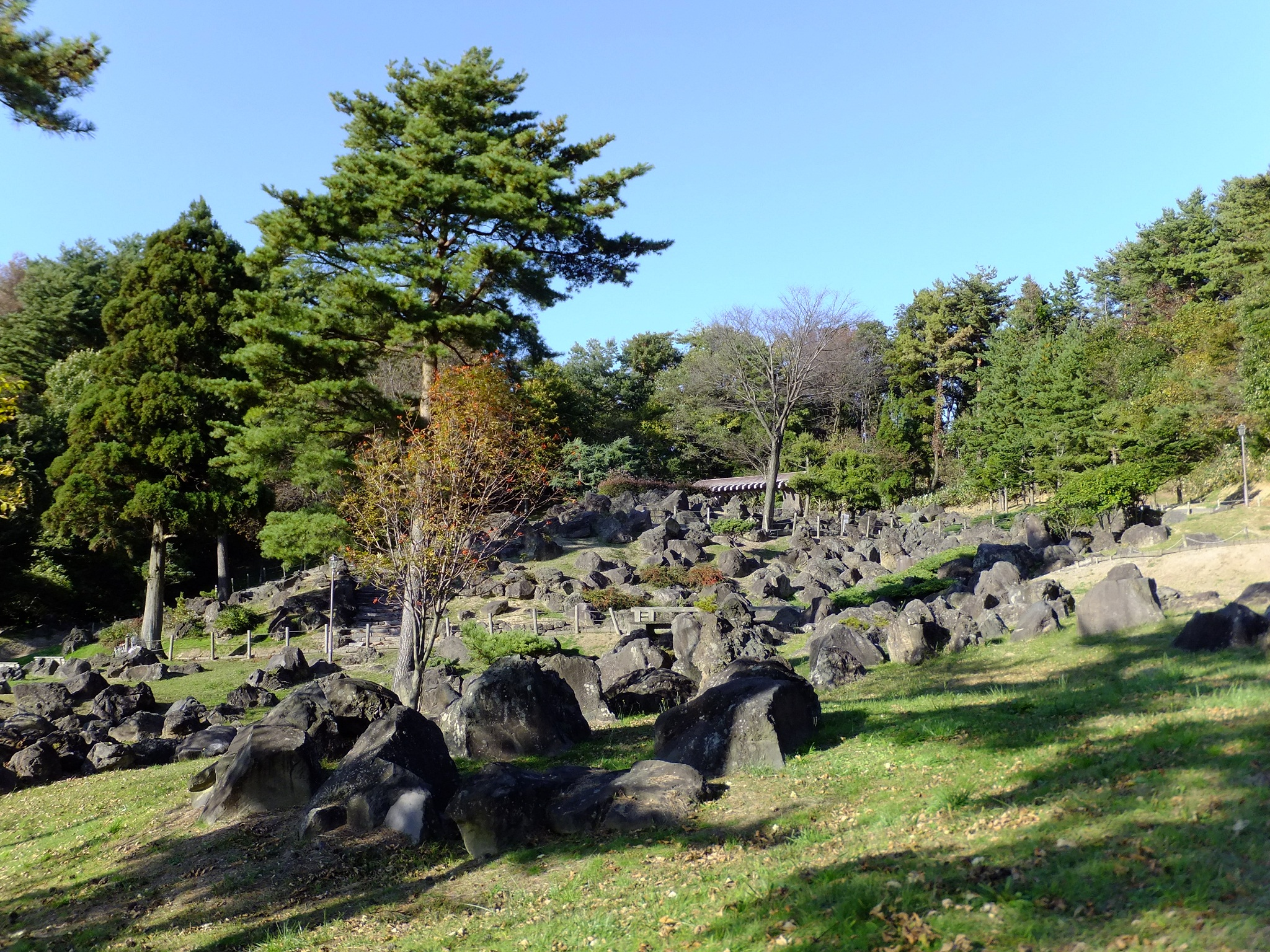
Skalka v parku Hitocumori (一つ森公園), Akita, Japonsko.
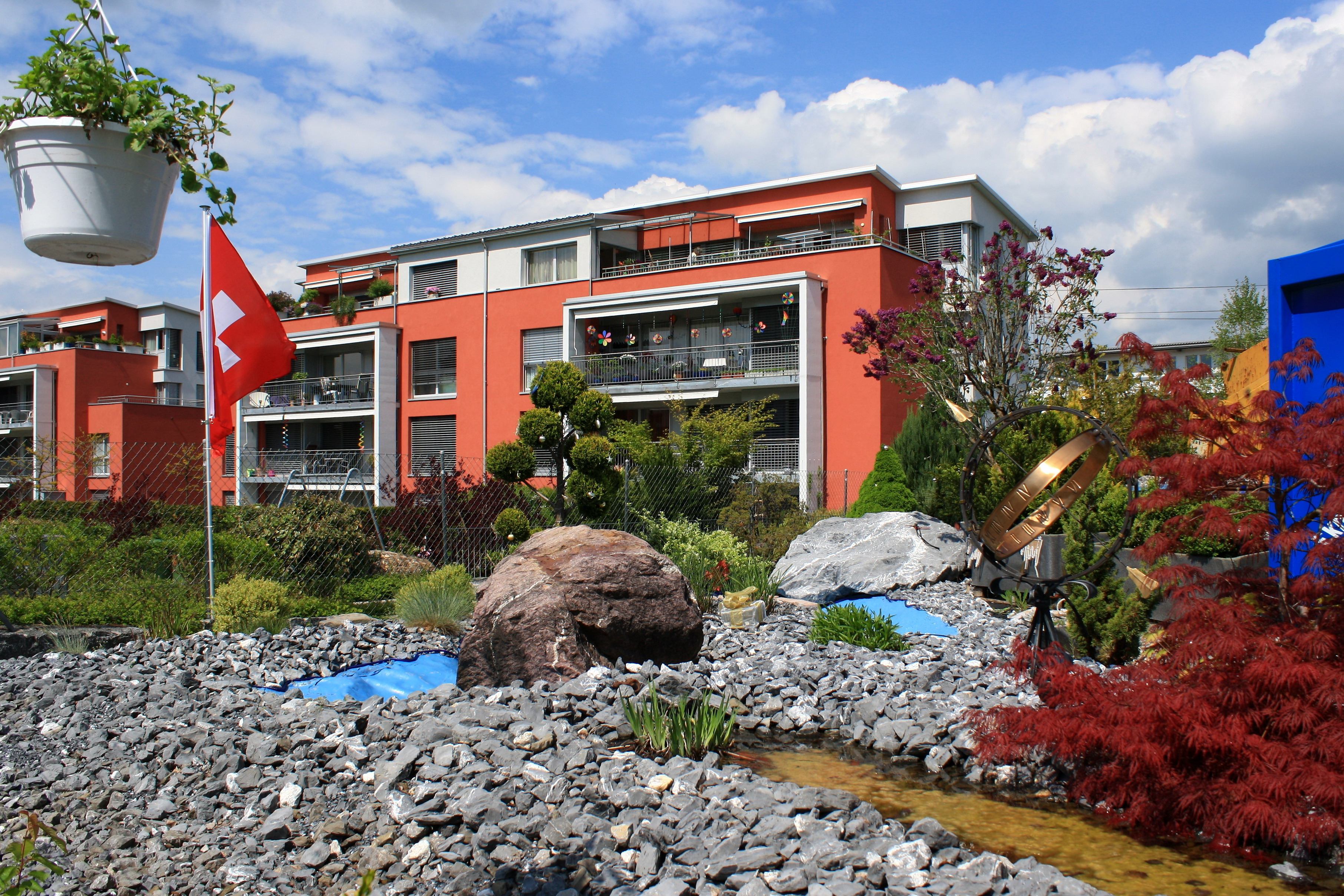
Bubikon, Švýcarsko.

Vhodné skalničky 

(příklady)
| - hlaváček jarní (Adonis vernalis) - tařice (Alyssum montanum, A. saxatile) - sasanka rozkošná (Anemone blanda) - kociánek (Antennaria) - huseník (Arabis alpina) - písečnice (Arenaria purpurascens) - árón italský(Aron italicum) - pelyněk (Artemisia lanata) - árón plamatý (Arum maculatum) - Mařinka (Asperula nitida) - hvězdnice alpská (Aster alpinus) - čechrava čínská (Astilbe chinensis Pumila) - tařička zahradní (Aubrietia x hybrida) - tařice skalní (Aurinia saxatilis) - zvonek (Campanula carpatica, C. garganica, C. portenschlagiana ) - rožec (Cerastium tomentosum) - dymnivka žlutá (Corydalis lutea) - krokus (Crocus speciosus) - šafrán (Crocus vernus) - hvozdík (Dianthus plumarius) | - hvozdík kropenatý (Dianthus deltoides) - kandík psí zub (Erythronium dens-canis) - levisie květnatá (Lewisia cotyledon) - gazánie pevná (Gazania rigens) - kakost sivý (Geranium cinereum) - šater (Gypsophila repens) - jaterník podléška (Hepatica nobilis) - jestřábník oranžový Hieracium aurantiacum - iberka (Iberis sempervirens) - šanta hroznovitá(Nepeta racemosa) - plamenka (Phlox amoena, P. subulata, P. drummondii) - pupalka (Oenothera missouriensis) - dobromysl obecná (Origanum vulgare) - úrazník (Sagina subulata) - mydlice (Saponaria ocymoides) - rozchodník (Sedum) - rozrazil (Veronica rupestris, V. repens aj.) - violka (Viola cornuta) - mateřídouška (Thymus) - průtržník (Herniaria) |

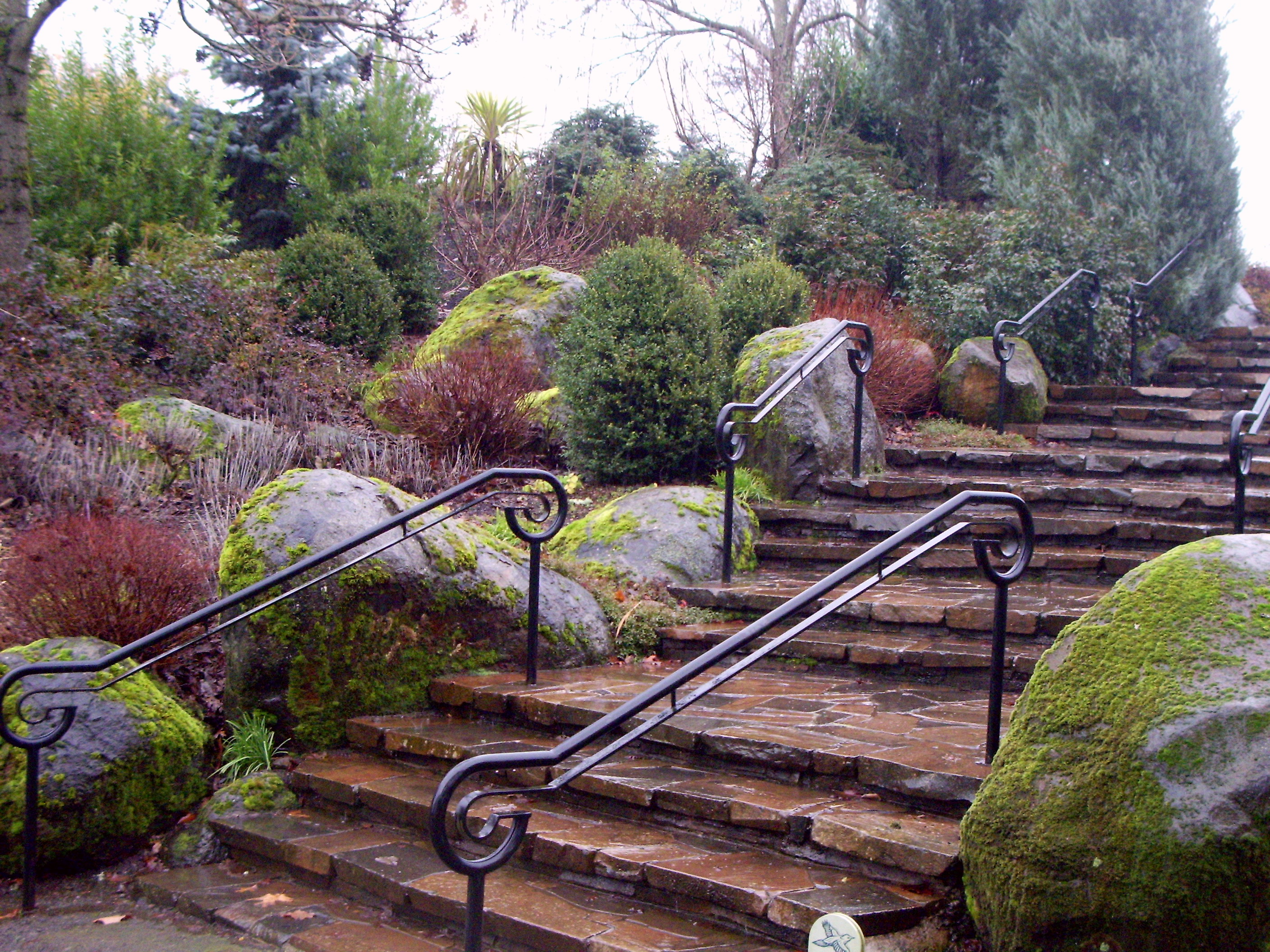
Nesoulad mezi prvky schodiště a horninou skalky

Nízké trvalky 

- řebříček (Achillea)
- zběhovec (Ajuga reptans)
- pochybek (Androsace)
- trávnička (Armeria)
- hořec (Gentiana)
- jaterník (Hepatica)
- jestřábník (Hieracium )
- pupkovec (Omphalodes)
- šanta (Nepeta)
- prvosenka (Primula)
- lomikámen (Saxifraga)
- čistec (Stachys)

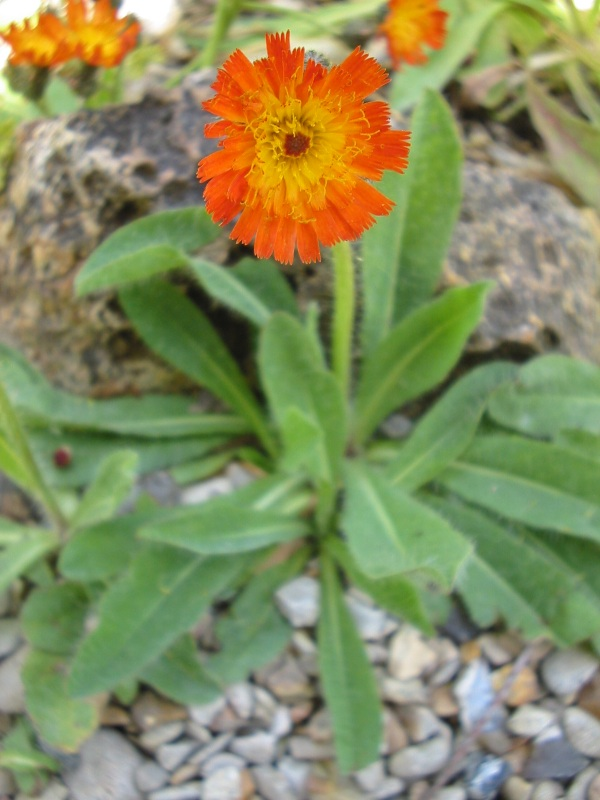
jestřábník Hieracium aurantiacium
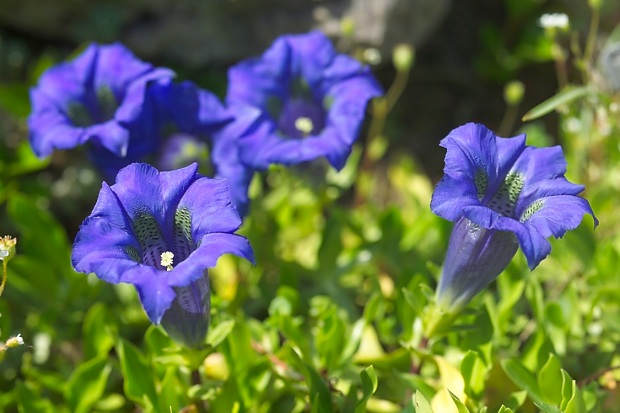
hořec Gentiana acaulis
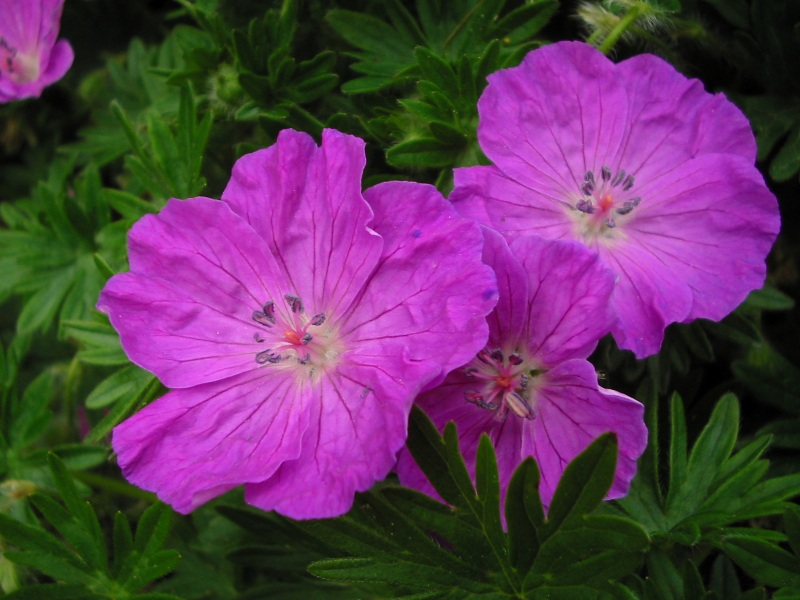
kakost Geranium sanguineum
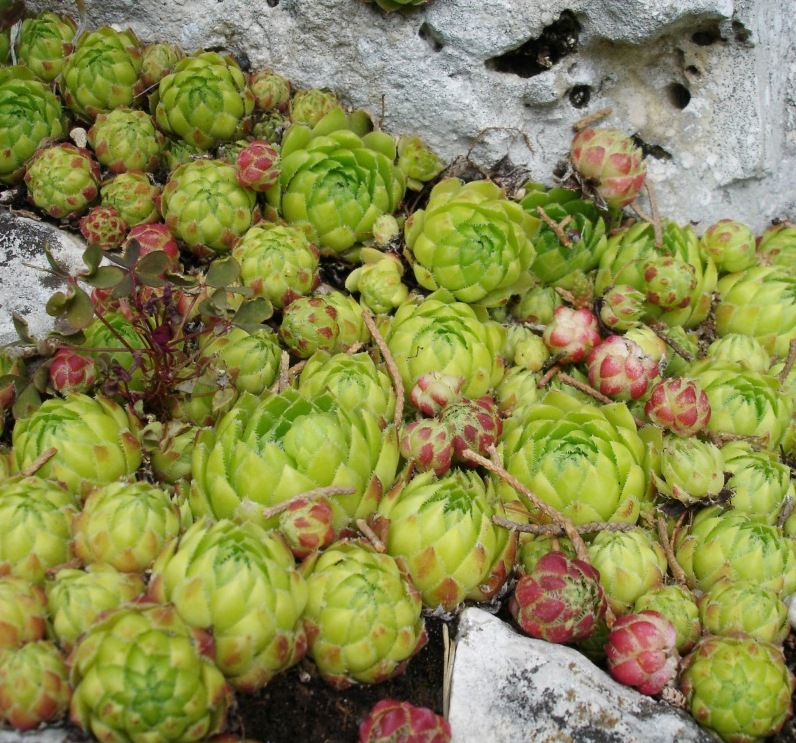
netřesk Sempervirum soboliferum
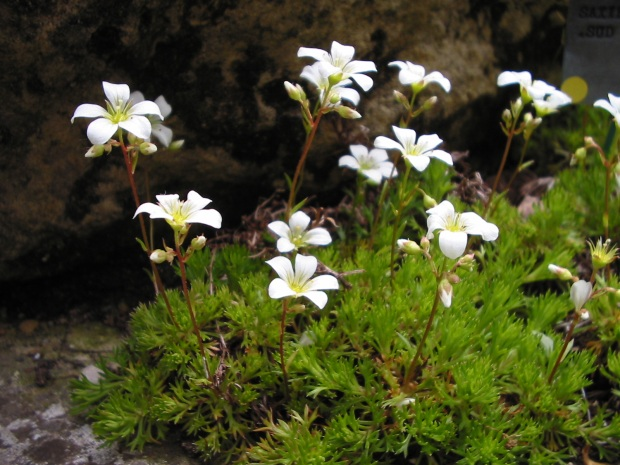
lomikámen Saxifraga tenella

Z dřevin nízkého vzrůstu

- vřes (Calluna)
- skalník (Cotoneaster)
- čilimník (Cytisus decumbens)
- lýkovec (Daphne cneorum)
- dryádka (Dryas octopetala)
- vřesovec (Erica carnea)
- brslen (Euonymus radicans)
- třezalka (Hypericum) apod.

## Štěrbinová skalka
Štěrbinová skalka je typem skalky kde je povrch skalky pokryt do takové míry kameny, že je omezeno zaplevelení, kameny působí jako mulč a současně mají být dekorativním prvkem. Pro výhodu minimálních prostor pro plevel mezi kameny jsou používány kameny štípané do desek, nebo břidlice (pro skalu obvykle nevhodný materiál). Tyto desky jsou uloženy hranou nahoru (tedy opačně než obvykle kameny ve skalce) a často položeny jedním směrem.
Skutečně hezkou štěrbinovou skalku se povede vytvořit zřídka. Přirozeně vypadající kompozici lze vytvořit pouze jen na základě znalostí přírody, mineralogie a estetiky. Umělecké dílo fungující také jako štěrbinová skalka by nemělo v kompozici zahrady zejména působit násilně. 
Štěrbiny tvoří horizontální i vertikální prostor. V skalce lze záměrně vytvářet pouze malé mezery mezi kameny, ve kterých je přesto dostatek živin pro nenáročné skalničky, stejně jak tomu často bývá v přírodě. Vhodně a esteticky lze jako štěrbinovou skalku využít část mezerách mezi dlažbou na cestě, terase, dvorku, nebo odpočívadle. Velké štěrbinové skalky jsou vytvářeny na rovině. 

Stejnosměrné a různosměrné uložení kamene ve štěrbinové skalce: a. horizontální, klid; b. šikmé, pocit dynamiky; c. vertikální, pocit dynamiky a silnější vnímání prostoru ; d. nepravidelný, chaos; e. kameny běžně užívané ve skalce.
Uložení kamene na skalce (pravidlo platné pro běžnou praxi): a. Správné; b. Chybné.
a. Umístění stabilizující opěrné zdi pod povrchem skalky; b. Doporučený způsob zpevnění skalky ve svahu kameny.
Skalka na rovině: a. Chybně uložené kameny; b. Správně uložené kameny.

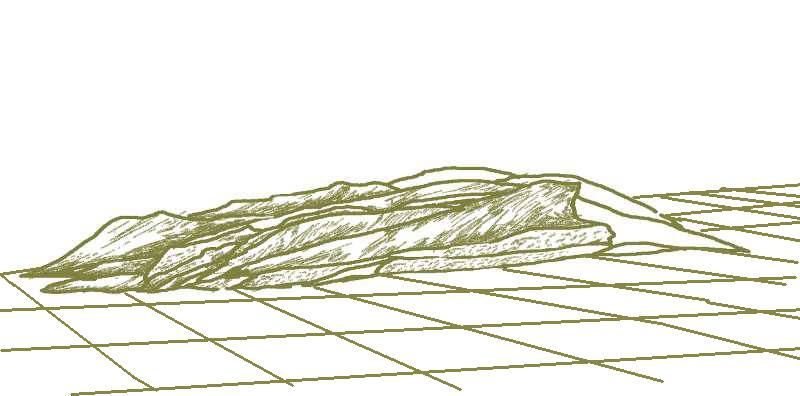
V 21. století je jako štěrbinová skalka propagována kompozice tvořená horninou kladenou na zcela rovný terén. Nakladená hornina vytvoří kupu. Stejnosměrně podélně kladené kameny, jsou podle návodů uloženy v pískovém loži. Obvykle je součástí i několik velkých bloků přepravovaných nakladači, ty tvoří vysoké části. Malé kameny tvoří nízké části. Podle vlastností dalších částí kompozice nebo umístění v celku stavební architektury může hřeben kamenů vypadat vhodně nebo kýčovitě. Kameny a jejich použití je v této úpravě důležitější než výběr, použití a úprava rostlin. Z uvedeného vyplývá, že jde více o sochařské umění než zahradničení.

## Skalka v rovině
Tato okrasná úprava sestávající ze skalniček, zakrslých dřevin a přírodního kamene je zkouškou schopností zahradníka a zahradního architekta. Skalky v rovině lze využít jako doplňku dobře založené zahrady v místě, kde převládá rovinatý terén a umělé vytvoření skloněného terénu působí nepřirozeně. V rovině je nevhodné vytvořit v terénu velké prohlubně nebo naopak navršené hromady zeminy. Při založení skalky v rovině také často působí nevhodně ostrý přechod krásy divoké přírody na nízko sekaný a s pýchou majitelem dokonale udržovaný trávník, kdy se pozorovatel neubrání pocitu nepřirozenosti a vyumělkovanosti z kontrastu obou úprav. Takovým situacím lze zabránit porosty trvalek a dřevin, ale především umístěním skalky na okraj architektonického celku, spíše než do středu golfového trávníku. Celá kompozice musí vyvolat dojem přirozenosti a navazovat na úpravu okolního terénu stejně jako jiné skalky.
Důležitá je odborná příprava a dozor architekta při ukládání kamenů do modelovaného prostoru a vlastním osázení, protože přidávání kamenů k sobě má svoji estetickou logiku danou materiálem. Terén skalky může navázán na ohyb, okraj anebo rozdvojení cesty, popř. může být okrasným doplňkem dlážděného odpočívadla.
V rovinaté skalce se vhodně uplatní větší skupiny jednoho druhu rostlin. U zpevněných ploch a stavebních doplňků v okolí se osvědčuje použít typově i geologicky jednotný druh kamene.

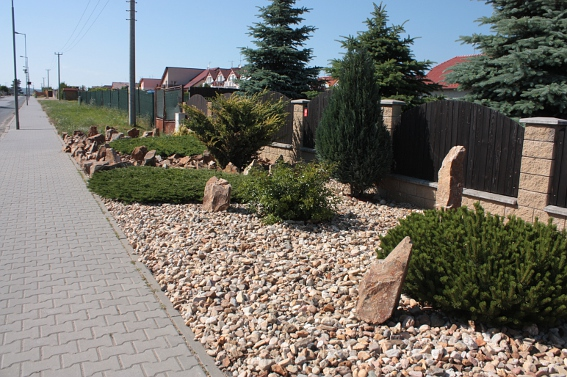
Skalka v rovině. Umístění větších kamenů ve stylu menhirů mezi oblázky
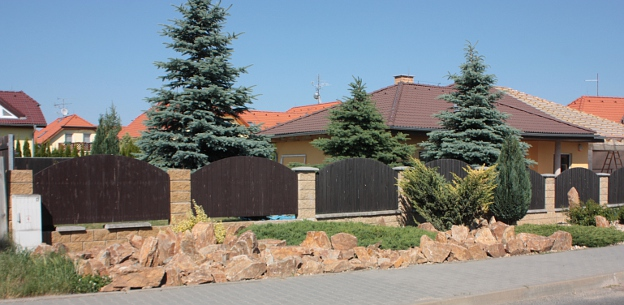
Skalka v rovině, maskovaná jako hromada připraveného stavebního materiálu

## Skalničkář
Skalničkářství je zájmová obvykle amatérská činnost, jejíž náplní je tvorba a údržba skalky, setkávání se s podobně založenými jedinci, výměna zkušeností a materiálů. Klub skalničkářů Praha byl založen v roce 1970. Skalničkáři, kteří se profilují jako sběratelé rarit a méně známých exotických rostlin se pokoušejí v podmínkách ČR pěstovat i obtížně prospívající druhy a odrůdy a získávat či rozšiřovat povědomí o vlastnostech takových rostlin. Tím prospívají obeznámenosti v oblasti přírodních věd v části populace. Výstavy skalničkářů se opakovaně konaly ve Vojanových sadech na Malé Straně a na Starém Městě. I.mezinárodní skalničkářská konference proběhla ve dnech 3.- 6. května 2007 v Berouně.  Významnou činností klubu je vydávání časopisu Skalničky, který je rozesílán členům i zájemcům do celého světa. Podobně i brněnský klub vydává klubový zpravodaj "Skalničkářův rok".

## Skalka v literatuře
Skalka se v literatuře vyskytují jako dramatické kulisy, či skalničkáři coby postavy detektivních zápletek anebo milostných avantýr, jen zřídka. Knihou, která se zápalu tvorby skalek a oddaného fanatismu skalničkářství věnuje, je Zahradníkův rok, kde je celá kapitola popisující tento objekt.
„…Ale co vám budu povídat; kdo si nevypiplal ty všelijaké miniaturní zvonečky,… ten ať nemluví o všech krásách světa; neboť neviděl to nejlíbeznější, co tato drsná země v jakési chvilce rozněžnění… stvořila. Kdybyste viděli takový polštářek dianthu Musalae, posetý nejrůžovějšími kvítky, jaké kdy - Ale co vám to budu povídat; jen pěstitelé skalek znají to sektářské uchváceni.…“K. Čapek Zahradníkův rok 